# Baby Ariel
Ariel Rebecca Martin, professionellt känd som Baby Ariel, född 22 november 2000 i Pembroke Pines, Florida, är en amerikansk social mediepersonlighet, sångerska och skådespelerska. Hon är mest känd för att lägga upp videos på TikTok där hon har 34,7 miljoner följare. Hon har även listats av tidningarna Time och Forbes.